# ويل فرانكلين
ويل فرانكلين (19 أكتوبر 1949 في الولايات المتحدة - ) (بالإنجليزية: Will Franklin)‏ هو لاعب كرة سلة أمريكي في مركز هجوم قوي الجسم. لعب مع سان أنطونيو سبرز.

## وصلات خارجية
- ويل فرانكلين على موقع سبورتس رفرنس (الإنجليزية)
- ويل فرانكلين على موقع كلية كرة السلة في سبورتس رفرنس.كوم (الإنجليزية)
- ويل فرانكلين على موقع ريلجم (الإنجليزية)
- ويل فرانكلين على موقع بروبوليرز (الإنجليزية)

لم يتم العثور على روابط لمواقع التواصل الاجتماعي.